# Erik Andersson
Klas Erik "Nello" Andersson (ur. 17 marca 1896 w Sztokholmie, zm. 23 lutego 1985 tamże) – szwedzki pływak i waterpolista z początków XX wieku, medalista igrzysk olimpijskich.
Pochodził z rodziny o tradycjach sportowych. Jego troje rodzeństwa także startowało na igrzyskach olimpijskich: Selma Andersson startowała w skokach do wody, Adolf Andersson w pływaniu a Robert Andersson w pływaniu, skokach i piłce wodnej.
Po raz pierwszy wystartował na igrzyskach olimpijskich jako szesnastolatek podczas igrzysk w Sztokholmie w 1912 roku. Wystartował tam w wyścigu pływackim na 100 metrów stylem dowolnym. Z nieznanym czasem zajął w wyścigu eliminacyjnym czwarte miejsce i odpadł z dalszej rywalizacji. Osiem lat później podczas igrzysk w Antwerpii zdobył brązowy medal jako członek szwedzkiej reprezentacji w piłce wodnej. Ostatni raz na igrzyskach wystartował w Paryżu, gdzie z drużyną szwedzkich waterpolistów zajął czwarte miejsce.
Andersson reprezentował barwy klubu Stockholms KK.